# Appenninek
Az Appennin-hegység vagy Appenninek (latinul: Appenninus, olaszul: Appennini) közel 1200 km hosszú olaszországi hegyvonulat, mely teljes hosszában átszeli az azonos nevű félszigetet. Szélessége 80–140 km között változik.
A hegység a Pó folyó déli szegélyét kíséri, észak-déli irányban halad végig a félszigeten. Nyugatról és keletről dombságok kapcsolódnak hozzá (az úgynevezett Szubappenninek), vagy közvetlenül tenger határolja. A legfiatalabb gyűrthegység Európában, a földtörténeti harmadidőszak végén, a negyedidőszak elején keletkezett. A hegység fő tömegét harmadidőszaki üledékes kőzetek alkotják (flis, mészkő, homokkő), de felépítésében előfordulnak paleozoikumi metamorf kőzetek is.
Az Appeninek legmagasabb csúcsa az Abruzzókban magasodó Corno Grande (Gran Sasso d’Italia, 2914 m).

## Határai
Az Appenninek vonulata a Tengeri-Alpok folytatása, melytől a Bocchetta di Altare völgy választja el, Savona városa közelében. A hegyvonulat a Ligur-tenger partját követi, majd dél felé fordul és teljes hosszában átszeli az Appennini-félszigetet, majd a Calabriai-félszigetet a Messinai-szorosig. A hegyvonulat Szicília szigetén is folytatódik. Az Appenninek központi vonulatát a Szubappenninek és Antiappenninek vonulata követi.

## Geológiája
Az Appenninek vonulata földtani szempontból az Alpi-hegységrendszer folytatásának tekinthető, annak ellenére, hogy az Alpokra jellemző egyedi tulajdonságok zöme nem azonosítható felépítésében. Az Alpok és Appenninek közötti átmenetet a Tengeri-Appenninek vonulata képezi a Genovai-öböl északi partja mentén. Az Alpokra jellemző kristályos, metamorf kőzetekből álló alaprétegek hiányoznak az Appenninek felépítéséből, csak a Calabriai-Appenninek vidékén bukkannak fel elszigetelt masszívumok formájában, valamint a Toszkán-szigetvilágban.
Az Appenninek szinte teljesen mezozoikumi és harmadkori rétegekből épül fel, az Alpok peremi vidékeihez hasonlóan. A Déli-Appenninek vidékén előforduló eocén-korú konglomerátum-rétegek egykori kristályos alapra utalnak.
Edward Suess geológus egy olyan elméletet állított fel, mely a Dél-Olaszországban előforduló kristályos masszívumokat egy Tyrrhenis nevű ősmasszívum jelenlétével magyarázza, mely Szicíliától Lazióig húzódott és a mezozoikumban emelkedett ki. Ezen ősmasszívum feldarabolódása és eróziója során alakult ki az Appenninek vonulata.
Az Appennineket elsősorban homokkő-rétegek alkotják, melyek közé tengeri karbonátos üledékes rétegek épülnek be, illetve a vulkáni eredetű rétegek, melyek a Campaniai vulkáni ív működésével hozhatók kapcsolatba.
Az eocén végére a teljes hegyvonulat kiemelkedett. A miocén során bekövetkezett tengeri transzgresszió során a peremi, alacsonyabban fekvő területek víz alá kerültek, így utólagos tengeri eredetű karbonátos rétegek rakódtak le. A pliocén során ezek a területek ismét kiemelkedtek, néhol 1000 métert meghaladva. Ekkor számos beltenger és tó alakult ki, melyek egy része ma is látható, másik részét pedig pleisztocén üledékek töltötték fel. A Tirrén-tenger partvidékének süllyedő és emelkedő mozgásait elsősorban az aktív vulkanizmus okozza.
Az Appenninekben pliocén gleccserek nyomai láthatók (elsősorban Basilicata területén).

## Élővilág

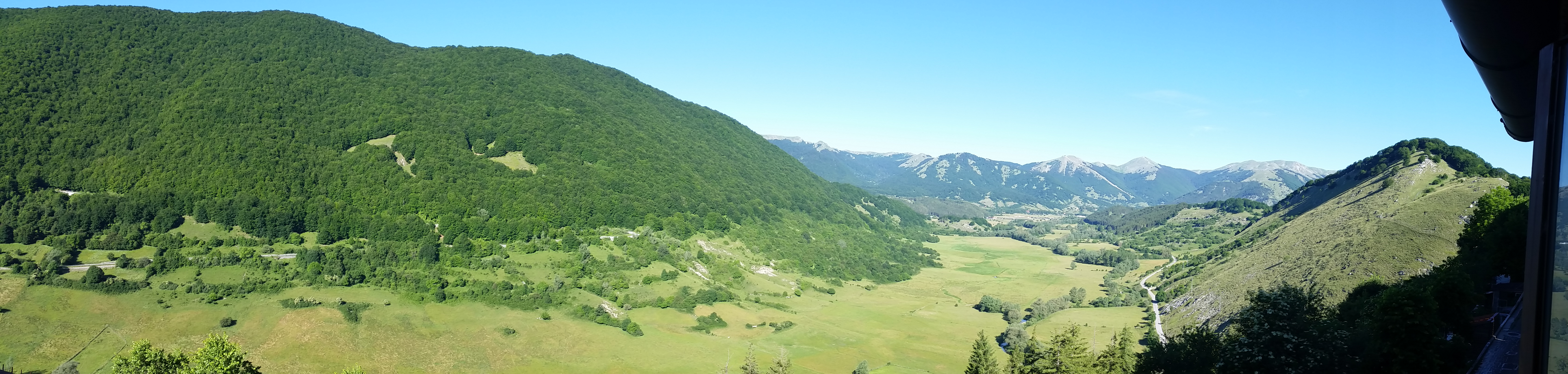
Bükkerdő az Appenninekben

A hegység északi és középső magasabb tömbjeit appennini hegyvidéki lombhullató erdők borítják. A magas csapadékmennyiség és a hűvös klíma miatt a hegység élővilága élesen elüt a környező alföldek mediterrán társulásaitól. A hegyoldalak bükkösei foltokban közönséges jegyenyefenyővel és feketefenyővel egészülnek ki. Az erdőhatár fölött havasi törpefenyvesek és magashegyi rétek terülnek el, amelyek magas számú endemikus fajnak adnak otthont. Az állatvilág képviselői a veszélyeztetett barnamedve és az olasz farkas. A madárfajok száma meghaladja a 150-et.

## Tagolása

### Appenninek
Az Appennineket Északi-Appenninekre, Középső-Appenninekre és Déli-Appenninekre tagoljuk.

#### Északi-Appenninek
Az Északi-Appenninek félkörívben övezik a Ligur-tenger északkeleti öblözetét Főleg neozoikumi üledékes kőzetekből felépült (flis) egységes, közepes magasságú hegység. Északnyugati része, a Liguri-Appenninek szerkezetileg az Alpok folytatását képviseli. A Ligur-tengerre meredeken szakad le, a Pó-síksága felé viszont menedékesen. Bár a glaciális erózió nyomai láthatók mégsem alpi jellegű, a kis ellenállóképességű kőzetanyagán enyhébb formakincsek, az agyagos-márgás térszíneken lejtőmozgások, csuszamlások fordulnak elő.
A Toszkán-emilián Appennineket alacsonyabb gyűrt homokkővonulatok képviselik. A hegységnek egyik nyugat felé előreugró lépcsője az Apuanai-Appenninek, melynek mezozoikumi rétegeiből fejtik a carrarai márványt.
Ahol a Tengeri-Alpok és a Ligur-Appenninek szétágazó gerincei a tengerre meredeken leszakadnak, alakult ki az Olasz Riviéra. Az egész parti övezet lépcsőzött meredek gerincek között a tengerre tekintő kis öblök sorozatából áll. A háttérben húzódó hegységek védelme és a melegvizű tenger felől áramló levegő hatására a Riviéra tele olyan enyhe mint Nápoly környékén, a nyár pedig kellemesen meleg és napfényben gazdag.
Az Északi-Appenninek a Bocchetta di Altare völgytől a Tevere és Metauro folyók völgyéig húzódik. Részei:
- Ligur-Appenninek

- Toszkán-Emilián Appenninek

- Toszkán-Romagnai Appenninek

#### Középső-Appenninek
A Középső-Appenninek a Tevere és Metauro folyók völgyétől a Bocca di Forli völgyig húzódnak. Két fő részből áll:
- Umbriai-Appenninek vagy Római-Appenninek - egymással párhuzamosan gyűrődött homokkő-láncokból áll. Felszínét mészkőszirtek teszik változatosabbá. Ez különösen a hegyvonulat keleti lejtőire jellemző, ahol az Adriai-tenger felé igyekvő patakok szurdokvölgyekben törnek utat maguknak a meredek mészkőtornyok között. A nyugati láncok között az Arno és a Tevere mélyítik völgyeiket. A Római-Appenninek a mészkőből álló Monti Sibillini kiemelkedő csúcsában a Monte Vettoreban (2478 m) éri el legnagyobb magasságát. Részei:
- Catena Occidentale vagy Nyugati-vonulat
- Catena Centrale vagy Monti Catria
- Catena Orientale vagy Monte San Vicino
- Abruzzói-Appenninek vagy Abruzzók tagolt mészkőtömbök alkotják. A hegység kialakulásában főleg a törések játszottak nagy szerepet. A 2000 métert meghaladó, meredek falú, feltorlaszolt mészkőtönkök keleti sorozatának legmagasabb tagja a hatalmas Gran Sasso d’Italia, melynek legmagasabb csúcsa, a 2914 m magas Corno Grande, meredek sziklapiramis. A kiemelt mészkőtönkök között szélesebb, magas mészkőfennsíkok terjeszkednek. Felszínüket mocsarasodásra hajlamos, lefolyástalan karsztos mélyedések és tágasabb poljék tagolják. Részei:
- Catena Occidentale vagy Nyugati-vonulat - részei:
  - Gran Sasso d’Italia
  - Monti della Laga
  - Majella
- Catena Centrale vagy Központi-vonulat - részei:
  - Monte Terminillo
  - Monte Calvo
  - Monte Nuria
  - Monte Rotondo
  - Monte Velino
  - Monte Sirente
  - Monte Campo
  - Monte Capraro
  - Monte Marchetta
  - Monte Marrone
- Catena Orientale vagy Keleti-vonulat - részei:
  - Monti Reatini
  - Monti Simbruini
  - Monti della Meta

#### Déli-Appenninek

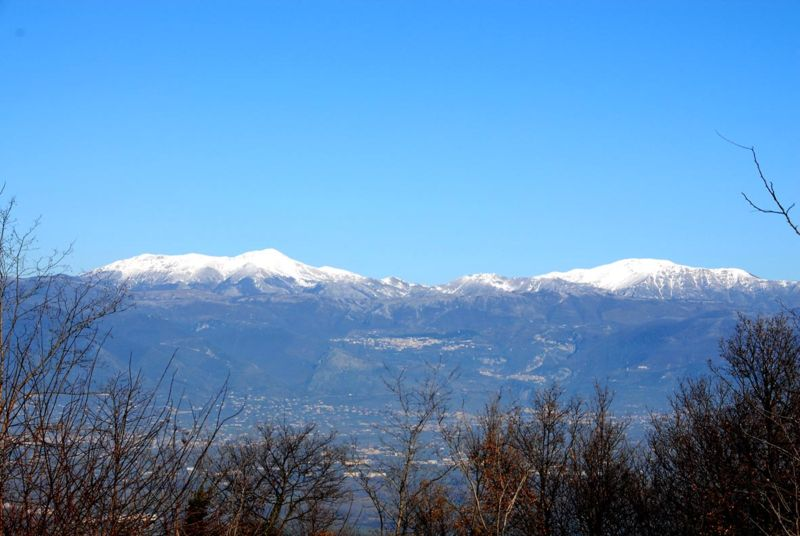
Matese-hegység

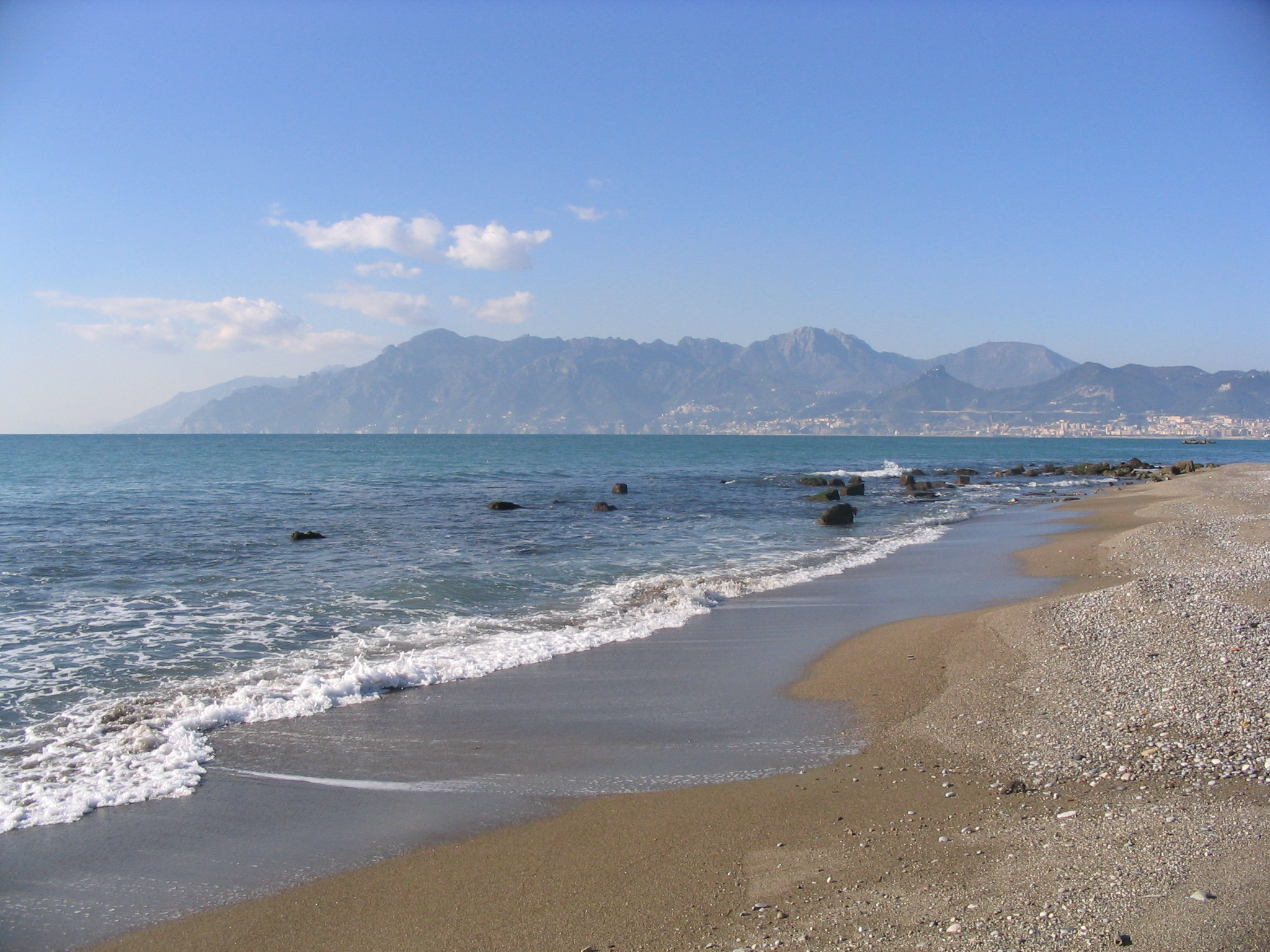
Lattari-hegység

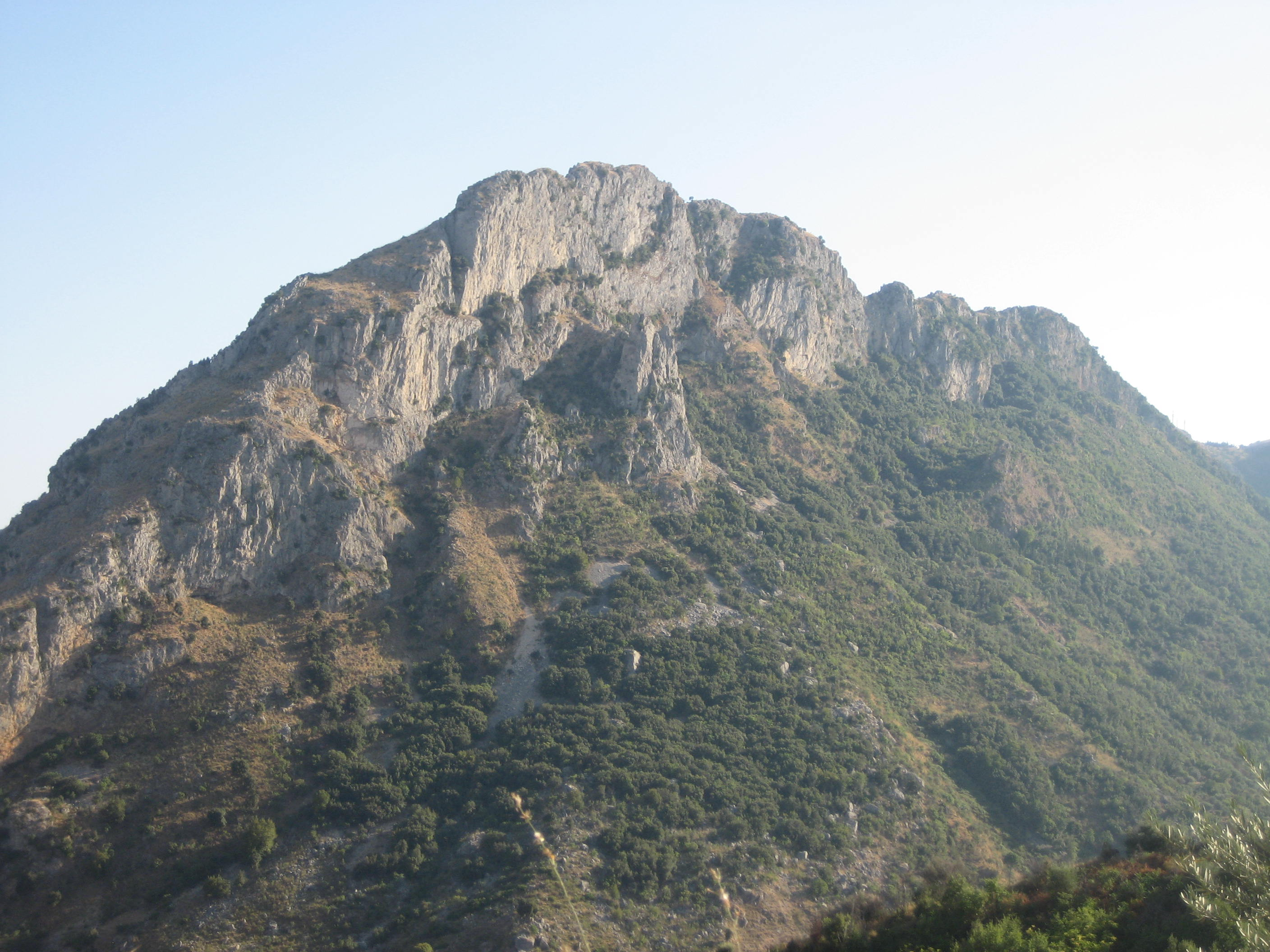
Monte Consolino (Aspromonte)

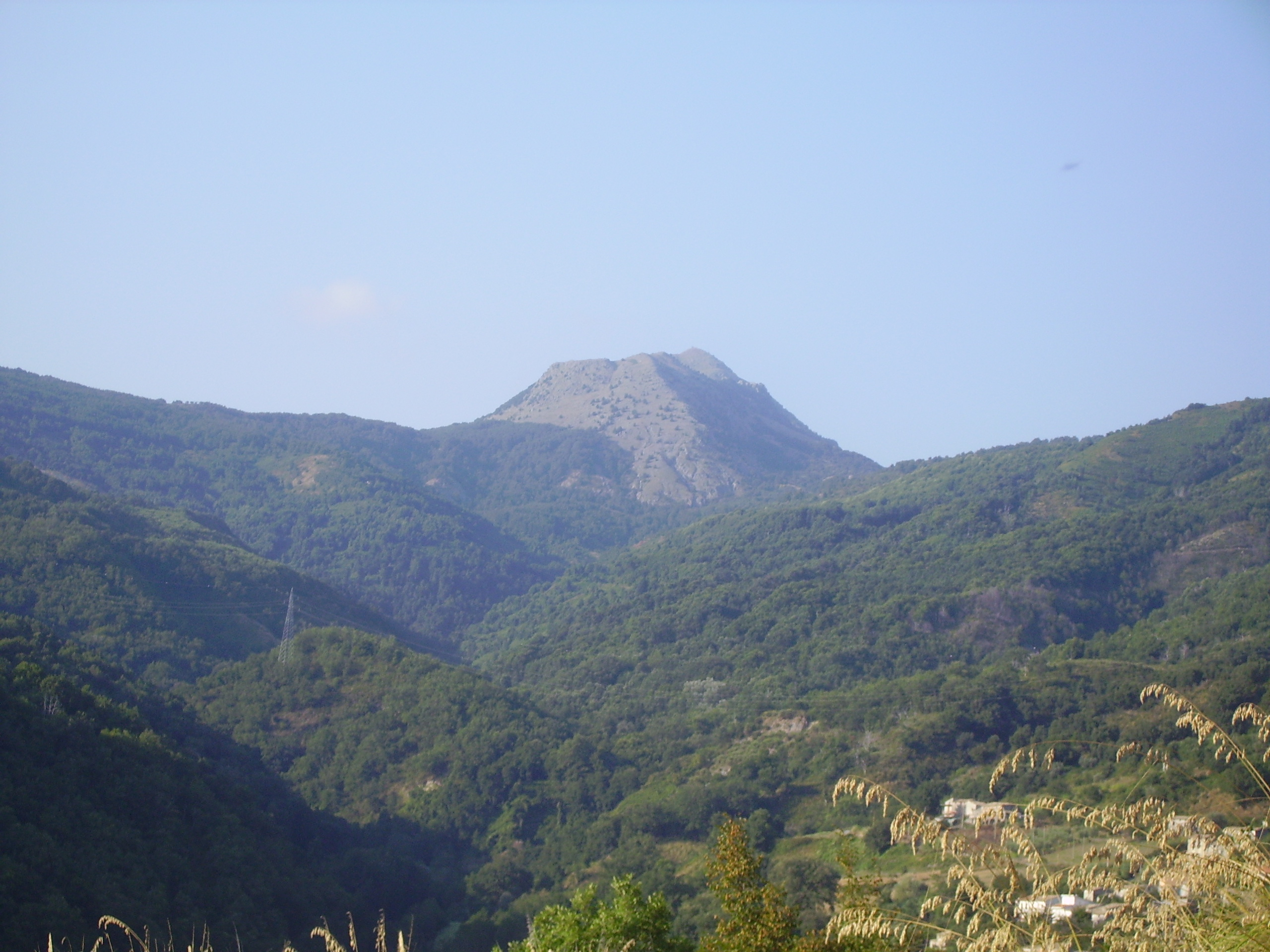
Monte Cocuzzo, (Catena Costiera)

A Déli-Appenninek (olaszul Appennino meridionale) vonulata a Bocca di Forli vagy ismertebb nevén Rionero-hágótól a Calabriai-félsziget délnyugati végéig húzódik. Mindkét oldalán eltérő eredetű és felépítésű magasfennsíkok és hegymasszívumok határolják (például Gargano-hegység, Campaniai vulkáni ív stb.). A hegyvidék láncjellege teljesen háttérbe szorul és a töréses szerkezet válik uralkodóvá.
A hegységek formái sokkal változatosabbak. Agyagokból, homokkövekből kiformált táblás fennsíkok között félrebillent, egymástól elkülönült hatalmas mészkőtönkök terjeszkednek, amelyek sorozatait meredek falú, mély völgyek választják el egymástól. A nagyobb mészkőtönkök, mint a Matese-hegység vagy Pollino karsztos üregekkel, meredek lejtőkkel magasodnak a táblás felszín fölé.
A Sila és az Aspromonte egy elsüllyedt gránit-gneisz masszívum tönkmaradványa. A calabriai kristályos tönkfelszín karéjos törésvonalak mentén szakad le a Tirrén-tenger felé, keleti oldala viszont fokozatosan lejt a Jón-tenger és a Tarantói-öböl felé.
A hegyvidék 1000-1200 méternél nem magasabb vidékein a nyári hőmérséklet 20-25 °C körül alakul, a téli pedig 6-8 °C körül. A csapadék kevés, átlagosan 500–800 mm.
Az agyagokból és homokkövekből felépült fennsíkok sivár képet mutatnak, melyeket gyakran tarkítanak földcsuszamlások (különösen Basilicata területén).
A hegyvonulatot átszelő legjelentősebb völgyek:
- Vinchiatura-völgy (Sella di Vinchiaturo) - Benevento, Isernia és Campobasso között
- Ariano-völgy (Sella di Ariano) - Benevento és Foggia között
- Conzai-völgy (Sella di Conza) - a Sele és Ofanto folyók völgye között

A hegyvonulat három részre tagolható:
- Campaniai-Appenninek vagy Nápolyi-Appenninek- a Déli-Appenninek északi tagja a Rionero-hágótól a Conzai-völgyig húzódik mintegy 700 km hosszan. Részei:
- Matese-hegység - mészkőhegység, legmagasabb csúcsa a Monte Miletto (2050 m). Két párhuzamos, északnyugat-délkelet irányú vonulat alkotja, melyeket egy magasfennsík köt össze.
- Monti Trebulani - mészkővonulat a Matese-hegységtől keletre, melytől a Volturno völgye választja el. Legmagasabb csúcsa a Monte Maggiore (1050 m).
- Monti Frentani vagy Campobassói-Appenninek - legmagasbb csúcsa a Monte Saraceno (1086 m).
- Monti del Sannio vagy Szamniumi-Appenninek
- Monti Dauni vagy Dauniai-Appenninek - legmagasabb csúcsa a Monte Cornacchia (1151 m).
- Taburno Camposauro - legmagasabb csúcsa a Taburno (1394 m).
- Monti Picentini - legmagasabb csúcsa a Terminio (1783 m) és Cervialto (1809 m).
- Monti Lattari - a Monti Picentini folytatása a Sorrentói-félszigeten. Legmagasabb csúcsa a Monte San Michele (1444 m).
- Lukániai-Appenninek - nyugaton a Sele, északon az Ofanto, keleten a Bradano, délkeleten a Tarantói-öböl, délnyugaton pedig a Tirrén-tenger és a Szübariszi-síkság határolja. Jellegzetessége, hogy nem tagolható hegyvonulatokra, hanem önálló masszívumok alkotják. Részei:
- Monti Santa Croce
- Monte Pierno
- Monte Caruso
- Costa Squadra
- Monti Li Foj
- Monti della Maddalena
- Sirino
- Pollino
- Monti d’Orsomarso
- Monte Alpi
- Raparo
- Monti la Spina-Zaccana
- Calabriai-Appenninek - a Scalone-hágótól a Messinai-szorosig tart, a Calabriai-félsziget gerincét alkotja. Négy részre tagolható:
- Catena Costiera vagy Tengerparti-vonulat - a Tirrén-tenger és a Crati meg Savuto folyók között húzódik.
- Sila-fennsík - a Calabriai-félsziget központi részét foglalja el, a Pollino, Aspromonte és Catena Costiera, valamint délen a Jón-tenger által határolva
- Serre Calabresi - két párhuzamos vonulatból álló hegység, mely a Macellinara-völgytől a Mercante-hágóig húzódik
- Aspromonte - a Calabriai-félsziget déli részét elfoglaló masszívum. Legmagasabb csúcsa a Montalto (1956 m). Északon a Tirrén-tenger, délen pedig a Jón-tenger határolja.

### Szubappenninek
A Szubappenninek, az Appenninek vonulatánál alacsonyabb, üledékes kőzetekből felépülő hegyvonulatok, melyek az Appenninek központi vonulatait két oldalon kísérik. Eredetük és szerkezetük megegyezik a központi vonulatéval.
- Toszkán-Szubappenninek

- Laziói-Szubappenninek

- Lukániai-Szubappenninek - Cilento tájegység jellegzetes mészkő-masszívumai. Részei:
- Monti Alburni
- Monte Cervati
- Monte Motola

### Antiappenninek
Az Antiappenninek az Appenninek központi vonulatától különálló, eredetükben és felépítésükben is eltérő masszívumok és vonulatok sorozata. Általában kiterjedt síkvidékek választják el a Szubappenninek és Appenninek vonulataitól. Részei:
- Toszkán-Antiappenninek

- Laziói-Antiappenninek

- Campaniai-Antiappenninek - részei:
- Roccamonfina - vulkáni masszívum a Garigliano és Volturno folyók között
- Campi Flegrei - vulkáni hegységei (Astroni, Monte Nuovo stb.)
- Monte Massico - tengerparti mészkőmasszívum
- Monti Tifatini - vulkáni és karbonátos kőzetekből álló hegység Caserta mellett
- Vezúv
- Apúliai-Antiappenninek
- Monte Gargano - mészkőmasszívum, melyet a pliocénben egy tengerszoros választott el a Déli-Appenninektől.
- Murgia (Murge) - mészkőfennsík, a Salentói-félsziget területén

### Szicíliai-Appenninek
A Szicíliai-Appenninek vonulata a Messinai-szorostól a Torto folyóig húzódik a sziget északi parvonala mentén. A hegylánc a Calabriai-Appenninek folytatása. Három vonulata van:
- Catena Orientale vagy Keleti-vonulat - részei:
  - Monti Peloritani
  - Monti Nèbrodi
- Catena Occidentale vagy Nyugati-vonulat - részei:
  - Madonie
- Catena Meridionale vagy Déli-vonulat - részei:
  - Monti Erei
  - Monti Iblei
  - Monte Lauro